# Jerzy Rey
Jerzy Kazimierz Rey (ur. 7 września 1957) – polski menedżer, socjolog i urzędnik państwowy, w latach 1992–1993 podsekretarz stanu w Ministerstwie Rolnictwa i Gospodarki Żywnościowej.

## Życiorys
W 1981 ukończył studia w Instytucie Socjologii Uniwersytetu Warszawskiego. W latach 1980–1990 pracował jako asystent i starszy asystent w Instytucie Rozwoju Wsi i Rolnictwa Polskiej Akademii Nauk, gdzie zajmował się socjologią wsi. Odbył zagraniczne staże naukowe i wyjazdy m.in. w Université de Paris X, Finlandii, Kanadzie, Brazylii i Tunezji.
Od 1990 do 1991 był dyrektorem Biura Krajowego NSZZ Rolników Indywidualnych „Solidarność”. Następnie został doradcą ministra rolnictwa i gospodarki żywnościowej oraz dyrektorem generalnym resortu, a od 1991 do 1993 pozostawał wiceprezesem KRUS. Od 22 lipca 1992 do 8 kwietnia 1993 pełnił funkcję podsekretarza stanu w Ministerstwie Rolnictwa i Gospodarki Żywnościowej, kierował także Funduszem Restrukturyzacji i Oddłużenia Rolnictwa (poprzednikiem Agencji Restrukturyzacji i Modernizacji Rolnictwa). Później przez rok pozostawał wiceprezesem towarzystwa ubezpieczeniowego Compensa. Następnie związał się z przedsiębiorstwem informatyczno-konsultingowym Skyline Investment, w której przez ponad 20 lat zajmował fotel dyrektora generalnego. Obejmował także stanowiska kierownicze w powiązanych z nią spółkach oraz przedsiębiorstwach finansowych i produkcyjnych. Został też przewodniczącym rady związku Polskie Mięso.